# Jubb Ramlah
Jubb Ramlah (tiếng Ả Rập: جب رملة, cũng đánh vần là Jub Ramleh) là một ngôi làng ở phía tây bắc Syria, một phần hành chính của Tỉnh Hama, nằm ở phía tây Hama. Các địa phương gần đó bao gồm Deir Shamil ở phía tây, Tell Salhab ở phía bắc, Safsafiyah ở phía đông bắc và Asilah ở phía đông. Theo Cục Thống kê Trung ương (CBS), Jubb Ram nhớ có dân số 3.329 trong cuộc điều tra dân số năm 2004. Cư dân của nó chủ yếu là Kitô hữu Chính thống Hy Lạp.